# Bobrowiec (Łódź)
Pour les articles homonymes, voir Bobrowiec.
Bobrowiec est une localité polonaise de la gmina de Rzeczyca, située dans le powiat de Tomaszów Mazowiecki en voïvodie de Łódź.